# Härnösand-Kramfors kontrakt
Härnösand-Kramfors kontrakt var ett kontrakt inom Svenska kyrkan i Härnösands stift. Kontraktet utökades och namnändrades 2018  till Ådalens kontrakt.
Kontraktskoden var 1001.

## Administrativ historik
Kontraktet bildades 2001 av
hela Domprosteriet (före 1922 benämnt Ångermanlands södra kontrakt) med
- Härnösands domkyrkoförsamling före 10 augusti 1978 benämnd Härnösands församling
- Säbrå församling
- Häggdångers församling
- Hemsö församling som tillförts 1959 från Ådalens kontrakt
- Stigsjö församling
- Viksjö församling
- Högsjö församling som tillförts 1959 från Ådalens kontrakt
- Hässjö församling som 1962 tillförts från Sundsvalls kontrakt och som 2001 överfördes till Sundsvall-Timrå kontrakt
- Tynderö församling som 1962 tillförts från Sundsvalls kontrakt och som 2001 överfördes till Sundsvall-Timrå kontrakt
- Ljustorps församling som 1962 tillförts från Sundsvalls kontrakt och som 2001 överfördes till Sundsvall-Timrå kontrakt

hela Ådalens kontrakt (före 1922 benämnt Ångermanlands östra kontrakt) med
- Nordingrå församling
- Ullånger församling
- Vibyggerå församling
- Nora församling som 2006 uppgick i Nora-Skogs församling
- Skogs församling som 2006 uppgick i Nora-Skogs församling
- Bjärtrå församling
- Gudmundrå församling
- Ytterlännäs församling
- Torsåkers församling
- Dals församling
- Hemsö församling hade ingått till 1959 då den överfördes till Domprosteriet
- Högsjö församling hade ingått till 1959 då den överfördes till Domprosteriet

2002 tillfördes från Sollefteå kontrakt
- Styrnäs församling

## Kontraktsprostar

### Domprosteriet
- 1921-1940 Domprost Per Söderlind, Härnösand,
- 1940 tf kontraktsprost, kyrkoherde Gustaf Evald Larsson, Stigsjö
- 1941-1947 Domprost Gunnar Hultgren, Härnösand,
- 1947 tf kyrkoherde Edvard Oskar Valfrid Boij, Säbrå,
- 1948-1959 Domprost David Lindquist, Härnösand,
- 1959-1960 tf kyrkoherde Ragnar Klefbom, Säbrå
- 1961-1969 Domprost Gunnar Wikmark, Härnösand,
- 1969-1972 Komminister Nicolaus Månsson, Härnösand
- 1972-1973 Domprost Sven Lindegård, Härnösand,
- 1973-1987 Kyrkoherde Hugo Angerbjörn, Säbrå,
- 1987-1991 Kyrkoherde Per Omnell, Högsjö,
- 1991-1999 Domprost Kjell Hansson, Härnösand.